# Піддубняк Олекса Полікарпович
Піддубняк Олекса Полікарпович — український учений (нар. 26.03.1946). Професор, доктор фізико-математичних наук, Інститут прикладних проблем механіки і математики імені Я. С. Підстригача НАН України (1975-1997), Національний університет «Львівська політехніка» (1997-2006), Лодзька Політехніка (2002-2016).

## Біографічні відомості
Закінчив Львівський державний університет ім. Івана Франка (1964-1969).

## Наукова діяльність
Напрямки наукових досліджень:
- Термопружна рівновага трансверсально-ізотропних тіл, суцільних або послаблених тріщинами.
- Сумісне кручення суцільного або кільцевого пружного циліндра скінченної дожини і пружного однорідного або двошарового півпростору.
- Кручення пружних тіл з тонкостінними включеннями і тріщинами.
- Формування лінійних або нелінійних обмежених пучків акустичних хвиль в рідинах і твердих деформівних тілах.
- Розсіяння гостро спрямованих звукових пучків на пружних об'єктах в рідині.
- Акустична ехолокація пружної тонкостінної циліндричної оболонки, послабленої розрізом.
- Випромінювання звуку на елементах міських доріг, залізниці та поблизу летовищ.
- Математичне моделювання температурних полів в процесі піролізу.
- Історичне джерелознавство Брацлавщини та Волині  XVI-XVII ст.
- Історичне краєзнавство Тепличчини.
- Дослідження епістолярної спадщини родини Крушельницьких.